# Ukrajinska nogometna reprezentanca
Ukrajinska nogometna reprezentanca je selekcija Nogometne zveze Ukrajine, ki zastopa Ukrajino v moškem nogometu na mednarodni ravni. Trenutni predsednik NZU je Andrij Pavelko, ki je na tem položaju od 2015, vlogo selektorja reprezentance pa začasno opravlja Ruslan Rotan.
Domači stadion reprezentance je Olimpijski stadion v Kijevu. Od osamosvojitve države leta 1992 reprezentanca polnopravno nastopa v ligah UEFA in FIFA. Trikrat je nastopila na Evropskem prvenstvu v nogometu (od tega leta 2012 kot gostiteljica) in enkrat v izločilnih bojih Svetovnega prvenstva.